# Thiltapes
O Thiltapes (por vezes também grafado Tilltaps) é um animal imaginário criado pelos imigrantes alemães da região Sul do Brasil para pregar peças em crianças e pessoas ingênuas.
Tradicionalmente, recém-chegados a uma comunidade eram convidados a caçar Thiltapes em noites de luar, pois uma de suas características é ser atraído pela claridade noturna. À vítima da brincadeira é explicado que uma pessoa deve ficar posicionada no meio da floresta, segurando um saco de aniagem com a boca aberta e próxima ao chão, enquanto os outros membros da equipe de caça correm pelo mato assustando os Thiltapes e tentando direcioná-los para onde está o saco. Os animais acabam entrando no saco por conta própria.
Normalmente, os aplicadores voltam para casa e deixam a vítima segurando o saco até que se dê conta de ter caído em uma peça. 
As características físicas dos Thiltapes variam conforme a localidade ou a vontade do narrador. Muitas vezes eles são descritos como pássaros semelhantes ao quivi, ou então como um tipo de preá.
A brincadeira dos Thiltapes também é comum nas famílias de imigrantes alemães, que narram a história deste animal imaginário e enviam as crianças para caçá-los em vão nos campos. 
Cidades do Rio Grande do Sul onde a brincadeira é comum são Gramado, Santa Cruz do Sul, São Leopoldo, Nova Petrópolis, Novo Hamburgo e Santo Cristo.